# ОШ „Нада Поповић” Крушевац
ОШ "Нада Поповић" је основна школа у Крушевцу.

## Историја
Основана је 5. фебруара 1958. године одлуком Народног одбора општине Крушевац. За наставу су се првобитно користиле Крушевачка гимназија за ученике предметне наставе и Учитељска школа за ученике разредне наставе. Нове школске 1958/59. године број ученика се повећао на 738, распоређених у 20 одељења, због овога је била потребна изградња нове школске зграде. Године 1971. дограђен је нови део школског комплекса са 9 нових учионица, позорницом, великом холом и салом за физичко васпитање. Школа је именована по партизанки Нади Поповић (1921—1943).

## Иновације и пројекти
Од школске 2018/2019. уведена је кабинетска настава. Исте школске године је уведена употреба Електронског дневника. Школа је добила eTwinning ознаку за школску 2019/20. годину. Група наставника из ОШ "Нада Поповић" је учествовала у пројекту ERASMUS у трајању од 13. јуна 2017. до 12. јуна 2018. године.

## Директори и особље
За првог директора школе постављена је Милева Милентијевић, наставница француског језика, а њен заменик је био Радоје Катунац, наставник математике. Када је Милева Милентијевић отишла у Просветно-педагошки завод, на место директора долази Раде Радосављевић, професор географије, а његов заменик је био Жива Ђорђевић. Садашњи директор је Јелена Ивановић, учитељ/педагог.
ОШ "Нада Поповић" је била прва школа у Крушевцу са школским педагогом, професором Томиславом Алексићем.